# Edward Bagieński
Edward Bagieński (ur. 3 listopada?/15 listopada 1894 w Odessie, zm. 17 listopada 1979) – pułkownik dyplomowany artylerii Wojska Polskiego, kawaler Orderu Virtuti Militari.

## Życiorys
Po odzyskaniu przez Polskę niepodległości został przyjęty do Wojska Polskiego. Uczestniczył w wojnie polsko–bolszewickiej w stopniu porucznika w szeregach 19 pułku artylerii polowej. Za swoje czyny wojenne otrzymał Order Virtuti Militari. Został awansowany do stopnia kapitana artylerii ze starszeństwem z dniem 1 czerwca 1919. W 1923, 1924 pozostawał oficerem 19 pap. Został awansowany do stopnia majora artylerii ze starszeństwem z dniem 1 stycznia 1928. W 1928 jako oficer 13 pułku artylerii polowej służył w Instytucie Badań Materiałów Uzbrojenia. Ukończył X Kurs Normalny od 1929 do 1931 w Wyższej Szkole Wojennej i uzyskał tytuł oficera dyplomowanego. Od 1 września 1931 był szefem sztabu 7 Dywizji Piechoty. W sierpniu 1933 został przeniesiony do 7 pułku artylerii lekkiej w Częstochowie na stanowisko dowódcy dywizjonu. 24 stycznia 1934 został awansowany na podpułkownika ze starszeństwem z 1 stycznia 1934 roku i 11. lokatą w korpusie oficerów artylerii. W październiku 1935 został przydzielony do Wyższej Szkoły Wojennej. W marcu 1939 zajmował w niej stanowisko kierownika przedmiotu taktyki artylerii. Od sierpnia 1939 był dowódcą 1 pułk artylerii ciężkiej w Modlinie.
Po wybuchu II wojny światowej 1939 brał udział w kampanii wrześniowej. Został wzięty przez Niemców do niewoli i był osadzony w Oflagu II C Woldenberg. W 1946 był w stopniu pułkownika.

## Ordery i odznaczenia
- Krzyż Srebrny Orderu Wojskowego Virtuti Militari[15] – 15 marca 1921[16]
- Krzyż Oficerski Orderu Odrodzenia Polski – 6 grudnia 1946[17]
- Krzyż Walecznych dwukrotnie
- Złoty Krzyż Zasługi – 10 listopada 1938[18][19]
- Medal Niepodległości – 25 stycznia 1933[20]
- Krzyż Zasługi Wojsk Litwy Środkowej
- Medal Zwycięstwa („Médaille Interalliée”)